# Lastrea erosa
Lastrea erosa là một loài dương xỉ trong họ Dryopteridaceae. Loài này được Deakin mô tả khoa học đầu tiên năm 1848.
Danh pháp khoa học của loài này chưa được làm sáng tỏ. 